# Domaniów (gromada w powiecie oławskim)
Domaniów – dawna gromada, czyli najmniejsza jednostka podziału terytorialnego Polskiej Rzeczypospolitej Ludowej w latach 1954–1972.
Gromady, z gromadzkimi radami narodowymi (GRN) jako organami władzy najniższego stopnia na wsi, funkcjonowały od reformy reorganizującej administrację wiejską przeprowadzonej jesienią 1954 do momentu ich zniesienia z dniem 1 stycznia 1973, tym samym wypierając organizację gminną w latach 1954–1972.
Gromadę Domaniów z siedzibą GRN w Domaniowie utworzono – jako jedną z 8759 gromad na obszarze Polski – w powiecie oławskim w woj. wrocławskim, na mocy uchwały nr 24/54 WRN we Wrocławiu z dnia 2 października 1954. W skład jednostki weszły obszary dotychczasowych gromad Domaniów, Kuchary, Danielowice, Gostkowice, Radoszkowice, Kończyce i Radłowice ze zniesionej gminy Domaniów w tymże powiecie. Dla gromady ustalono 14 członków gromadzkiej rady narodowej.
1 stycznia 1960 do gromady Domaniów włączono obszar zniesionej gromady Piskorzów oraz wieś Skrzypnik ze zniesionej gromady Goszczyna w tymże powiecie.
Gromada przetrwała do końca 1972 roku, czyli do kolejnej reformy gminnej. 1 stycznia 1973 w powiecie oławskim reaktywowano gminę Domaniów.